# Moein
 (mai 2017).
Moein (en persan: معین) est un fameux chanteur iranien. Il est connu pour ses chansons d'amour. 

## Biographie
Moein est né en 1952 à Najafabad, Isfahan, considéré par un grand nombre des gens en Iran comme la « ville des artistes ». Il est tellement fier de sa ville natale que malgré la renommée de Téhéran en tant que centre culturel de tous les artistes iraniens, il est encore resté à Isfahan et a continué de chanter à l'hôtel Shah Abbas.

## Carrière d'artiste

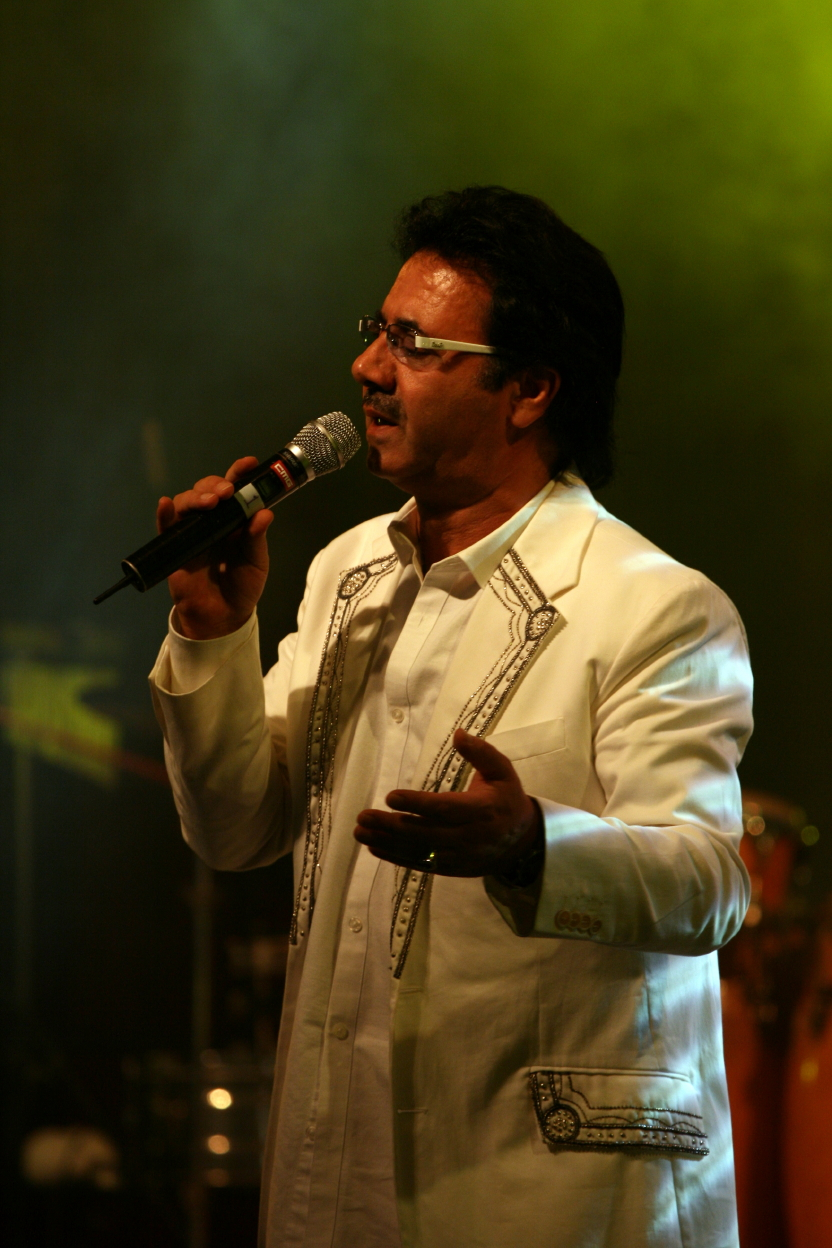
Moein en 2009

En 1982, après avoir composé la chanson "Yeki Ra Doost Midaram", il a quitté le pays. Dans une de ses interviews, Moein explique que sa chanson  "Yeki Ra Doost Midaram" avait été chantée auparavant par Hayedeh (une chanteuse iranienne célèbre) avant même qu'il n'arrive à Los Angeles.
Pourtant sa version est devenue beaucoup plus populaire et Moein grimpe l'échelle avec succès. En ce moment-là, beaucoup de gens pensaient encore que Moein chantait la chanson de Hayedeh. Durant cette période, ses chansons attirent l'attention de beaucoup de gens. Moein continue d'aller de succès en succès, surtout dans ses chansons classique comme : Kabeh, Havas, Esfehan, Miparastam, Paricheh. Il acquiert de grands succès non seulement en Iran, mais à l'extérieur du pays aussi (par exemple en Suède, où résident beaucoup d'immigrants iraniens). Moein obtient le titre du meilleur chanteur iranien et selon beaucoup, il est le « roi de la musique pop iranienne ».

## Performance artistique
Jusqu'à aujourd'hui, Moein a fait enregistré 24 albums et une chanson, à part des albums (Tanin e Solh, où il a collaboré avec Morteza, Andy, Kouros, et Fattaneh).
Moein a eu plus que 5 concerts autour du monde et il est connu comme un des plus talentueux chanteurs iraniens. Sa chanson la plus célèbre est Gozaashte (une chanson de joie et d'amour). Il a travaillé pour le label MZM Records.
Battant le record des ventes avec 3 millions de copies à travers le monde, Moein a gagné le titre d'un des artistes les plus vendus aujourd'hui.

## Discographie
- Maandegar (2020)
- 25e Studio Album (2009)
- Tolou (2007)
- Lahze ha (2002)
- Parvaaz (2000)
- Moa`mma (1998)
- Panjareh (1997)
- Tavalode Eshgh (1996)
- Golhaye Ghorbat
- Mosafer (1995)
- Concert en direct (1994)
- Namaz (1992)
- Khatereha 7 avec Shohreh Solati (1992)
- Sobhet Bekhair Azizam
- Paricheh (1992)
- Be to Myandysham (1990)
- Esfahan avec Faezeh (1990)
- Asheghtar Az Man Cheh Kasee (1989)
- Bibigol (1988)
- Ka`beh (1988)
- Safar
- Arezoo (1987)
- Yeki Ra Doost Midaram (1986)
- Havas (1985)
- Taraneh Sal avec Hayedeh et Mahasti
- Yare Degar